# Globba macrocarpa
Globba macrocarpa är en enhjärtbladig växtart som beskrevs av François Gagnepain. Globba macrocarpa ingår i släktet Globba och familjen Zingiberaceae. Inga underarter finns listade i Catalogue of Life.